# Eustóquia
Júlia Eustóquio ou Eustóquia (em latim: Iulia Eustochium/Eustochia; Roma, 369 — Belém, 419) foi uma nobre romana do século IV, considerada santa cristã e celebrada pela Igreja Católica no dia 28 de setembro.

## Vida
Eustóquia nasceu em Roma em 368. Era filha de Santa Paula e Júlio Toxócio, irmã mais nova de Santa Blesila, sobrinha de Júlio Festo Himécio e Pretextata, tia de Paula e parente de Fúria. Após a morte de seu pai, adotou vida ascética como sua mãe em Roma. Em 382, quando São Jerónimo chegou a Roma da Palestina, colocaram-se sob sua orientação espiritual. Seus tios tentaram persuadi-la a abandonar sua vida ascética e gozar dos prazeres da vida, mas suas tentativas foram infrutíferas. Em 384, fez voto de virgindade perpétua e na ocasião Jerônimo endereçou-lhe sua celebrada carta De custodia virginitatie. Em 385/386, seguindo os passos de Jerônimo, Eustóquia e sua mãe foram Palestina, onde se assentaram em Belém.

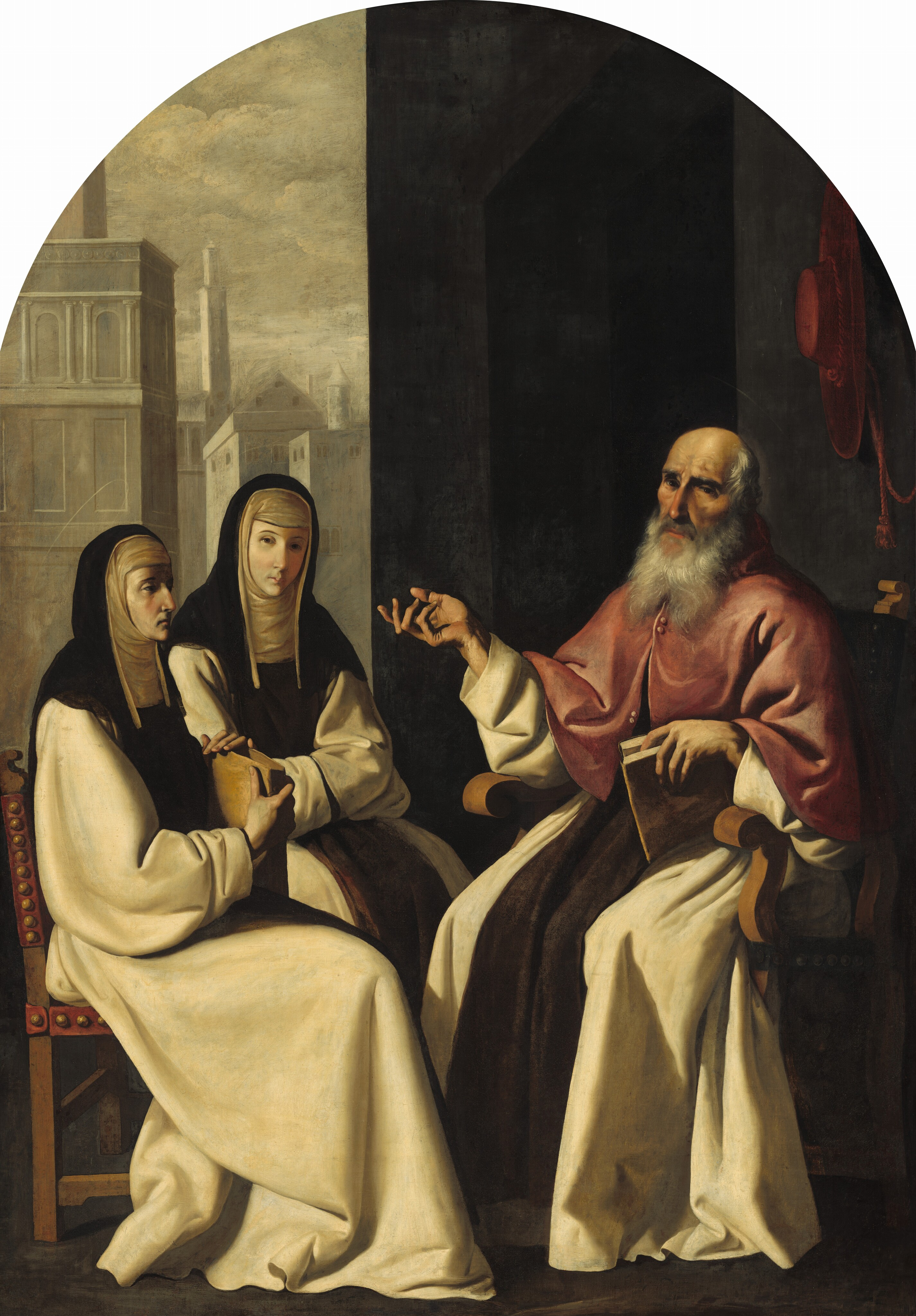
São Jerónimo na companhia de Santa Paula e Santa Eustóquia.

Em 386, acompanharam Jerônimo em sua jornada ao Egito, onde visitaram os eremitas do deserto nítrico de modo a estudar e depois imitar seu modo de vida. No final do mesmo ano retornaram à Palestina e assentaram-se permanentemente em Belém. Entre 386-389, Eustóquia e Paula erigiram quatro mosteiros e um hospício próximo ao local de nascimento de Cristo e à época viveram em pequeno edifício na vizinhança. Um dos mosteiros foi ocupado por mones e colocado sob direção de Jerônimo, os outros três foram ocupados por Paula e Eustóquia e várias virgens que reuniram-se em torno delas. Todos os conventos possuíam apenas um oratório, onde as freiras reuniram-se várias vezes ao dia para orar e recitar os salmos.
Jerónimo testemunhou que Eustóquia e Paula fizeram a maioria dos serviços domésticos e muito de seu tempo foi dedicado ao estudo da Sagrada Escritura sob sua direção. Também afirmou que Eustóquia falava latim e grego com a mesma facilidade que lia a Sagrada Escritura em hebreu. Muitos dos comentários bíblicos de Jerônimo, segundo palavras suas, existem por influência dela e vários deles foram dedicados a ela. Além disso, muitas foram suas epístolas para instruí-la em sua vida espiritual. Com a morte de Paula em 404, Eustóquia assumiu a direção dos conventos. Sua tarefa foi dificultado devido ao empobrecimento dos mosteiros decorrente da ativa ação de caridade conduzida por Paula. Jerônimo, por sua vez, foi um grande auxiliar seu através de seu encorajamento e conselhos prudentes.
Em 417, no entanto, uma multidão de rufiões atacou e pilhou os conventos, destruindo um pelo fogo e matando e maltratando alguns dos residentes. Pensa-se que esse ataque foi incitado pelo patriarca hierosolimita João II (r. 387–417) e os pelagianos contra quem Jerónimo escreveu duras críticas. Ele e Eustóquia escreveram uma carta informando o papa Inocêncio I (r. 401–417) do ocorrido, e o papa duramente reprovou o patriarca por ter permitido tamanho ultraje. Eustóquia morreu em 419 e foi sucedida na supervisão dos conventos por sua sobrinha, a jovem Paula. Eustóquio de Tours (r. 443–460) pode ter sido seu sobrinho, bem como é possível que Perpétuo (r. 460–490) e Volusiano (r. 491–498) foram seus parentes. A Igreja celebra sua festa em 28 de setembro.